# Droga wojewódzka 208
Die Droga wojewódzka 208 (DW 208) ist eine polnische Woiwodschaftsstraße, die im äußersten Westen der Woiwodschaft Pommern in West-Ost-Richtung verläuft und noch sieben Kilometer lang das Gebiet der Woiwodschaft Westpommern berührt.
Die DW 208 verbindet die DW 209 bei Barcino (Bartin) im Westen des Powiat Słupski (Kreis Stolp) mit der DW 205 bei Wielin (Vellin) im östlichen Powiat Koszaliński (Kreis Köslin).
Die Gesamtlänge der DW 208 beträgt 26 Kilometer.

## Streckenverlauf
Woiwodschaft Pommern:
Powiat Słupski (Stolp)
- Barcino (Bartin, Kr. Rummelsburg) (→ DW 209: Sławno (Schlawe) ↔ Bytów) (Bütow)
- Obłęże (Woblanse)

~ Wieprza (Wipper) ~
X PKP-Linie Nr. 405: Piła (Schneidemühl) – Szczecinek (Neustetin) – Miastko (Rummelsburg) – Słupsk (Stolp) – Ustka (Stolpmünde) X
- Kępice (Hammermühle, Kr. Rummelsburg)
- Warcino (Varzin) (Umfahrung)
- Borzysław (Burzlaff, Kr. Rummelsburg)
- Chorówko (Neu Chorow)
- Mzdowo (Misdow)

Woiwodschaft Westpommern:
Powiat Koszaliński (Köslin)
- Rochowo (Rochow)

X ehemalige Reichsbahnstrecke Schivelbein–Gramenz–Bublitz–Rummelsburg–Zollbrück X
- Rzeczyca Wielka (Reetz) (→ DW 206: Miastko (Rummelsburg) – Polanów (Pollnow) – Koszalin (Köslin))